# Saint-Flour (Puy-de-Dôme)
Saint-Flour è un comune francese di 257 abitanti situato nel dipartimento del Puy-de-Dôme nella regione dell'Alvernia-Rodano-Alpi.

## Società

### Evoluzione demografica
Abitanti censiti